# Thérèse Papillon
Thérèse Papillon, née le 10 septembre 1886 à Tournan en Seine-et-Marne et morte le 21 mars 1983 à Amiens est une infirmière, fondatrice et directrice du préventorium de l'abbaye de Valloires (Somme), pendant plus de quarante ans. Elle a, par sa personnalité et son action, marqué durablement l'histoire de l'ancienne abbaye cistercienne.

## Biographie

### La jeunesse d'une infirmière
Thérèse Papillon est née le 10 septembre 1886 à Tournan-en-Brie, dans une famille de la bourgeoisie catholique et nationaliste. Elle reçut une formation d'infirmière et devint professeur à l'école d'infirmière de sa ville. 
En 1914, elle persuada sa mère de la laisser suivre la formation d'infirmière. Son père bien plus âgé se consacra lui aussi à l'effort de guerre ainsi que son frère, Jean-Baptiste qui devint combattant volontaire à l'âge de 17 ans.

### Infirmière aux armées
Thérèse Papillon s'engagea dans le service de santé des armées et servit pendant les batailles d'Artois, de la Somme et du Chemin des Dames. Elle fut ensuite affectée à l'Armée d'Orient et mena un combat dangereux, en Serbie, contre le typhus. Elle reçut pour son action d'Infirmière-major durant la Première Guerre mondiale, la croix de chevalier de la Légion d'honneur en 1916, la Croix de Guerre 1914-1918 et la Croix de Saint-Sava durant la campagne de Serbie.

### Au service des enfants

#### Fondatrice du préventorium de Valloires
Après l'armistice, elle se mit dix-huit mois au service des populations sinistrées de l'Est du département de la Somme. À Vraignes-en-Vermandois, elle soigna des enfants et décida de consacrer sa vie à lutter contre le fléau que constituait alors la tuberculose. Le préfet de la Somme lui offrit la possibilité d'installer à l'abbaye de Valloires un établissement pour enfants. 
En 1922, Thérèse Papillon s'installa définitivement à Valloires. Elle fonda l'Association du Préventorium de Valloires qui avait pour but d'accueillir des enfants souffrant d'affections pulmonaires.
Adhérant à son projet, ses parents rachetèrent l'abbaye de Valloires en 1925, pour 100 000 francs.

#### Une résistante protectrice d'enfants juifs

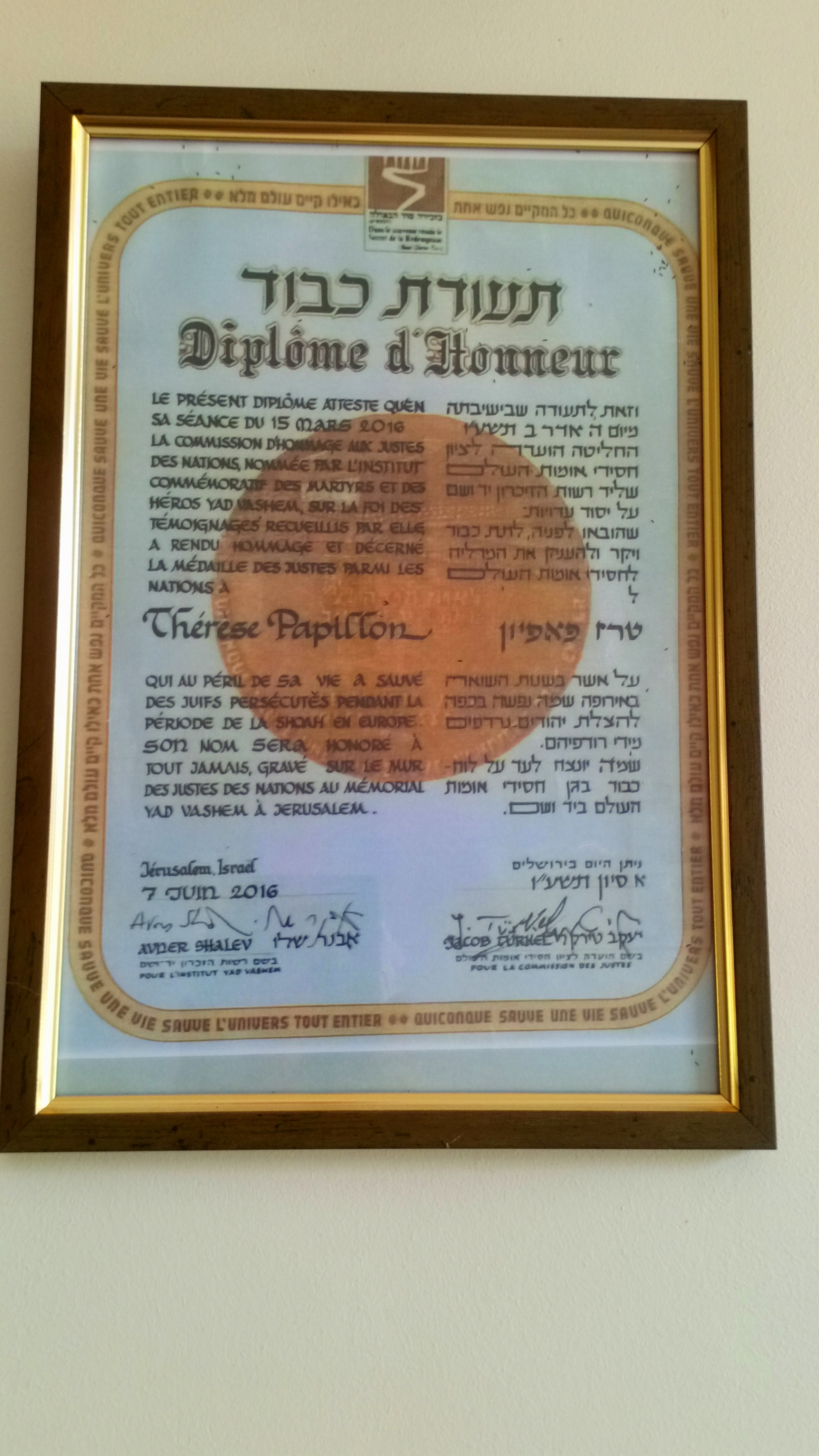
Diplôme de Juste parmi les Nations de Thérèse Papillon

Pendant la Seconde Guerre mondiale, elle s'engagea dans la Résistance au sein du réseau Organisation civile et militaire (O.C.M.) et du réseau Centurie. Pendant l'Occupation, elle cacha des enfants juifs dans son établissement jusqu'à la Libération : Joseph Kleinhandler, Mina et Jules Burzipfer furent ainsi sauvés de la déportation. 
Jusqu’en 1957, elle reçut le soutien actif de son frère Jean-Baptiste Papillon, aumônier de l'établissement et curé des paroisses environnantes. 
Après 1945, Thérèse Papillon poursuivit inlassablement son action en faveur des enfants.

### La fin d'une carrière exemplaire

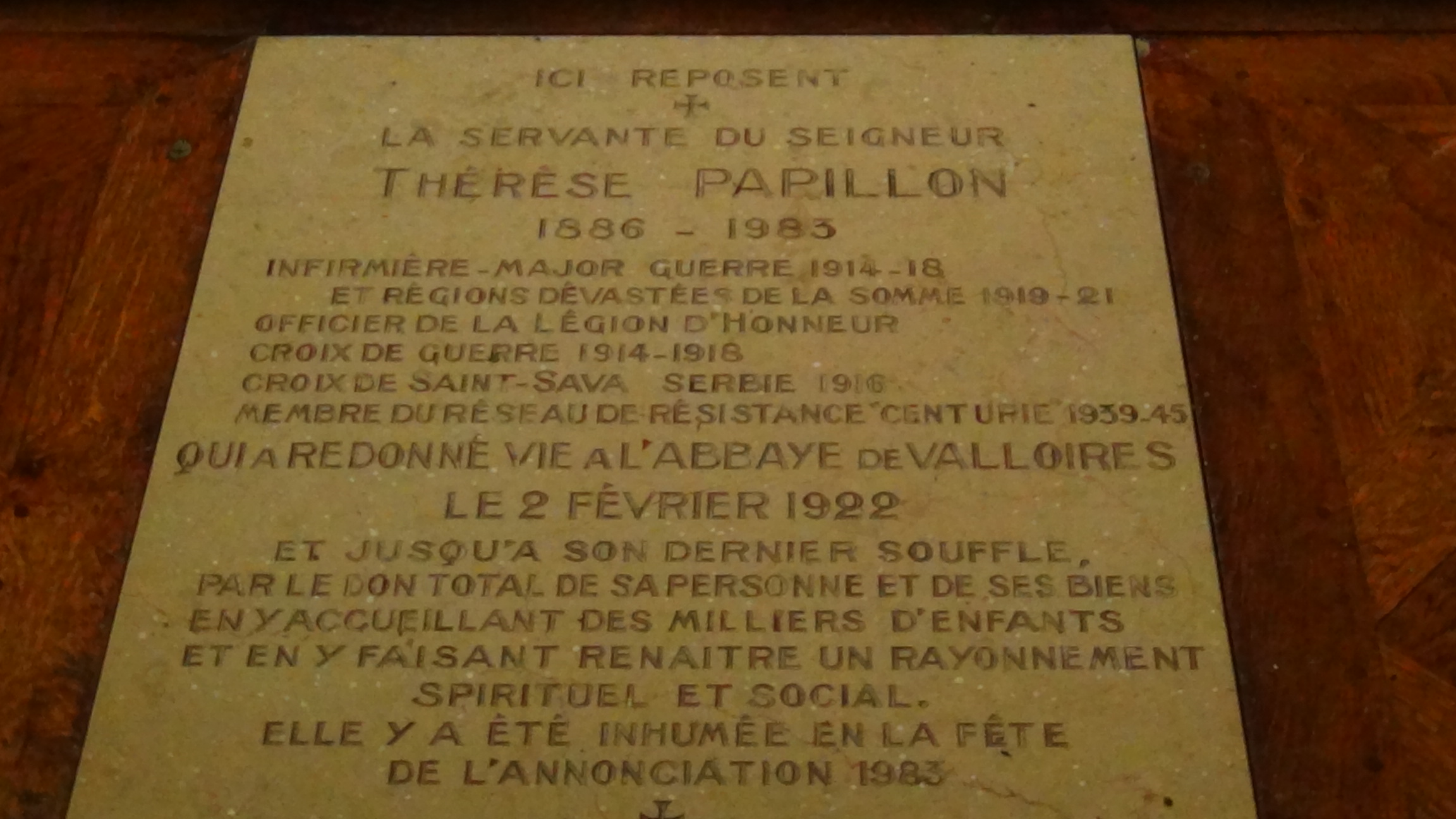
Sépulture de Thérèse et Jean Papillon.

En 1962, après quarante ans à la tête du Préventorium, elle en abandonna la direction et fonda en 1964 un Foyer d'accueil pour jeunes et adultes dans une annexe de l'abbaye qu'elle dirigea jusqu’en 1972.
Le préventorium fonctionna jusqu’en 1974. 
Elle décéda le 21 mars 1983 et fut inhumée dans la chapelle de la Vierge, au chevet du chœur de l'abbatiale, aux côtés de son frère décédé en 1957,,.

## Hommages et distinctions
- Officier de la Légion d'honneur (1946) ; chevalier en 1916 ;
- Croix de guerre 1914–1918 ;
- Croix de Saint-Sava (campagne de Serbie) ;
- En 2016, elle fut reconnue, à titre posthume, Juste parmi les nations par le Mémorial de Yad Vashem à Jérusalem[6].

## Pour approfondir